# José Antonio Bordés Vila
José Antonio Bordés Vila, nacido el 26 de junio de 1950 en San Fernando, provincia de Cádiz, es un político español que fue diputado del PSOE en la Legislatura Constituyente, de 1977 a 1979 por Murcia, y también sindicalista.

## Biografía

### Formación académica y trabajo
Estudió Maestría Industrial y desde 1968 trabajó como Técnico en electricidad en calidad de funcionario civil del Ministerio de Marina en el Arsenal de Cartagena.

### Carrera política
Comenzó su activismo social en los movimientos cristianos en 1971 y en 1973 participó en la creación del sindicato Unión Sindical Obrera (USO) en Cartagena, siendo secretario general en dicha localidad hasta 1977, año en que se incorporó al PSOE.
Fue diputado por Murcia en las elecciones generales del 15 de junio de 1977 hasta el 2 de enero de 1979.
En el Congreso de los Diputados participó en las siguientes comisiones parlamentarias:
•Vocal Comisión de Agricultura desde el 11/11/1977 al 02/01/1979
•Vocal Comisión de Defensa desde el 11/11/1977 al 02/01/1979
•Vocal Comisión de Encuesta sobre los sucesos de Málaga y La Laguna de diciembre 1977 desde el 24/04/1978 al 02/01/1979
Fue uno de los dos diputados que votó en contra de la ley de Amnistía de 1977 porque excluía a los militares condenados de la Unión Militar Democrática (UMD) junto a Julio Busquets.
Participó en la Asamblea de Parlamentarios que negociaría con el gobierno un anteproyecto de Real decreto-ley de preautonomía de la Región de Murcia, junto a Antonio López Pina, en representación del PSOE.
Tras su paso por el Congreso de los Diputados se reincorporó a su trabajo en el Arsenal de Cartagena en 1980. 
En 1986 se afilió al sindicato Comisiones Obreras (CCOO) donde ocupó diferentes cargos de dirección hasta su jubilación en 2010.